# Leptopoecile sophiae
El carbonito de Sophie (Leptopoecile sophiae) es una especie de ave paseriforme perteneciente a la familia Aegithalidae. Es nativa de China, India, Kazajistán, Nepal, Pakistán, Rusia, Tayikistán y Turkmenistán. Su hábitat natural es el bosque boreal.

## Subespecies
Cuenta con las siguientes subespecies:
- Leptopoecile sophiae major Menzbier, 1885
- Leptopoecile sophiae obscurus Prjevalsky, 1887
- Leptopoecile sophiae sophiae  Severtzov, 1873
- Leptopoecile sophiae stoliczkae (Hume, 1874)

## Galería

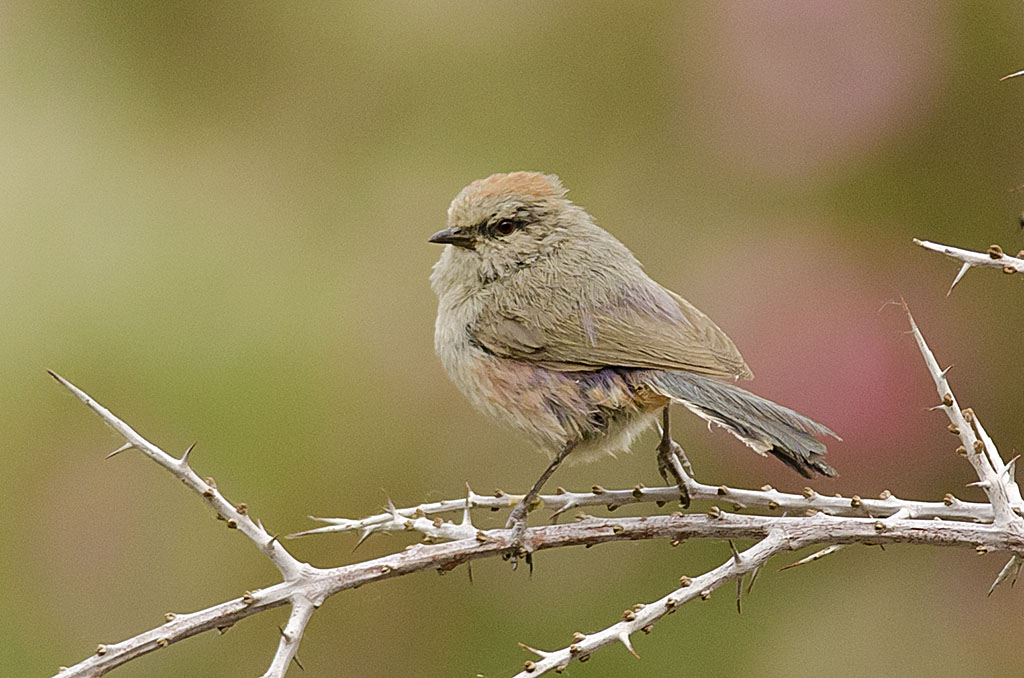
Hembra en Panamic, Valle de Nubra, Ladakh, India
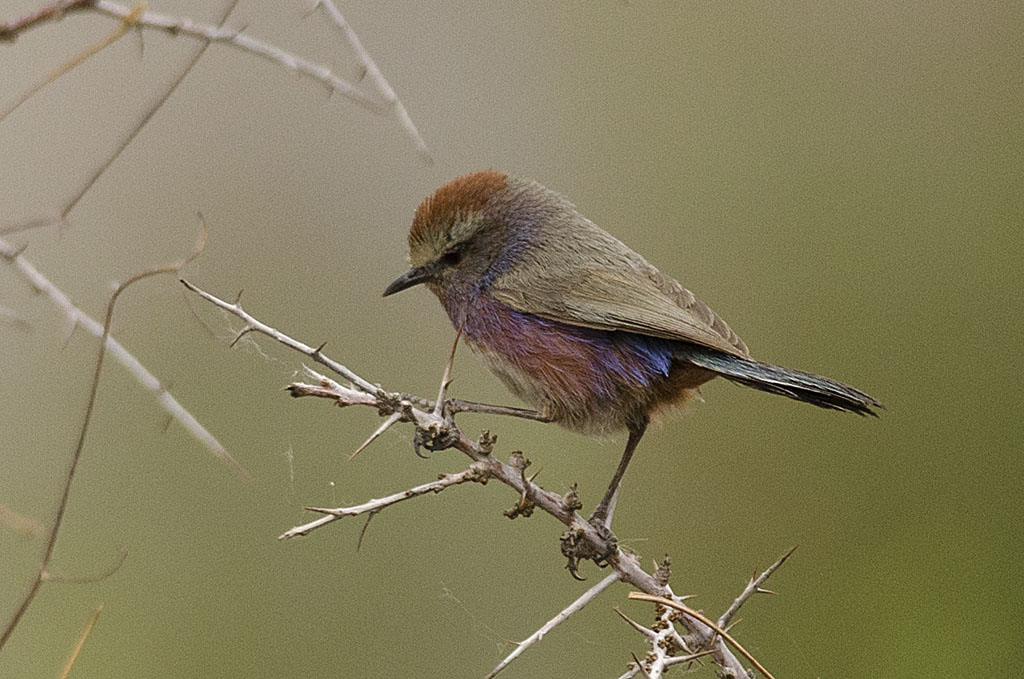
Macho en Panamic, Valle de Nubra, Ladakh, India